# Pedrina
Pedrina es una artista, música, cantante y compositora colombiana. Fue una de los responsables de la formación del exitoso dúo Pedrina y Rio, importante acto de pop alternativo activo durante la segunda década del nuevo milenio. En este proyecto Pedrina cantaba, componía letras y melodías y servía como cerebro estético detrás de la imagen de la banda.
Anteriormente, Pedrina había participado en el ensamble de jazz experimental Hotel Mama, con el que alcanzó un lugar destacado en el panorama musical independiente, llegando a presentarse en el Festival Rock al Parque en 2007, en el SXSW de Austin, Texas, y en una gira por los centros culturales de Londres en 2011, entre otros. Pedrina ha colaborado activamente con artistas de la movida alternativa latinoamericana como Okills (Venezuela), Superlitio (Colombia), Moügli (Colombia) y, más recientemente, con Martina la Peligrosa (Colombia) para su sencillo debut como solista.

## Biografía
Pedrina nació en el seno de una familia de origen rural en la capital colombiana. Sus padres trabajaron durante veinte años en el Banco Caja Agraria. Hija mayor de un matrimonio con dos hijas, Pedrina estudió la primaria en el Colegio El Carmelo, estuvo luego en el Colegio María Auxiliadora y finalizó bachillerato en el Colombo Gales. Después de haber finalizado su educación básica, Pedrina estudió Artes plásticas en la Universidad Nacional de Colombia y fotografía en el International Center of Photography de Nueva York. Paralelamente a sus estudios de pregrado inició labores con Hotel Mama, con quienes lanzó sus primeras grabaciones luego de haber tenido en el colegio una banda de funk llamada La Cuarta.
A los 16 años, en 2003, un profesor se dio cuenta de sus habilidades vocales tras escucharla cantar en un evento escolar y contactó a sus padres para recomendarles fortalecer sus aptitudes. De esta manera Pedrina conoció a Javier Cerón (Rio) quien, por ese entonces, se desempeñaba como docente en la Universidad del Bosque, además de ser maestro de canto en sesiones particulares. Esta amistad se mantuvo durante años, y en 2012, ambos decidieron crear un proyecto musical con el que terminaron alcanzando importantes reconocimientos en el panorama musical colombiano e hispanoamericano: Pedrina y Rio. Luego de la disolución de la banda, Pedrina inició su carrera solista, utilizando el nombre que había popularizado su voz durante su etapa junto a Cerón.

## Agrupaciones musicales anteriores

#### Hotel Mama
Hotel Mama fue un acto de rock fusión en el que convergían influencias varias que abarcaban un amplio espectro sonoro: del jazz al funk, usando elementos de la región del Pacífico Colombiano y de las músicas folclóricas del país. La banda nació a finales de 2006 por la iniciativa de Daniel Rubio y Pedrina. Ese mismo año compusieron su primera canción, “Hotel Mama”, y, en 2007, ganaron la tercera edición de Bogotá Ciudad Rock y grabaron el larga duración Hotel Mama, una mezcla sonora que rescataba músicas raíz como el bambuco, el cumbión y el chandé y lo combinaba con elementos prestados del tango, el rock latinoamericano, el funk y el bossa nova. Este primer lanzamiento los convirtió en una propuesta fresca en el panorama musical colombiano y los llevó a participar en la edición número trece de Rock al Parque.
Hotel Mama grabó también un EP en 2010, La Corriente. Antes de separarse, la banda se encontraba trabajando en su segundo álbum El Grande, del cual alcanzaron a presentar un sencillo con el mismo nombre. Hotel Mama se presentó en el Quitu Raymi de Ecuador (2008), en el Festival de la Independencia Colombiana en Miami, EE. UU.; el festival de Austin, Texas, SXSW, así como bares y centros culturales en la ciudad de Londres durante 2011, a donde llegaron tras hacerse con el Battle of the Bands organizado por Hard Rock Café y la revista Shock. Ese mismo año ganaron dos Premios Shock, Mejor Artista o Agrupación Mi Música y Mejor Artista o Agrupación Alternativa.

#### Pedrina y Rio

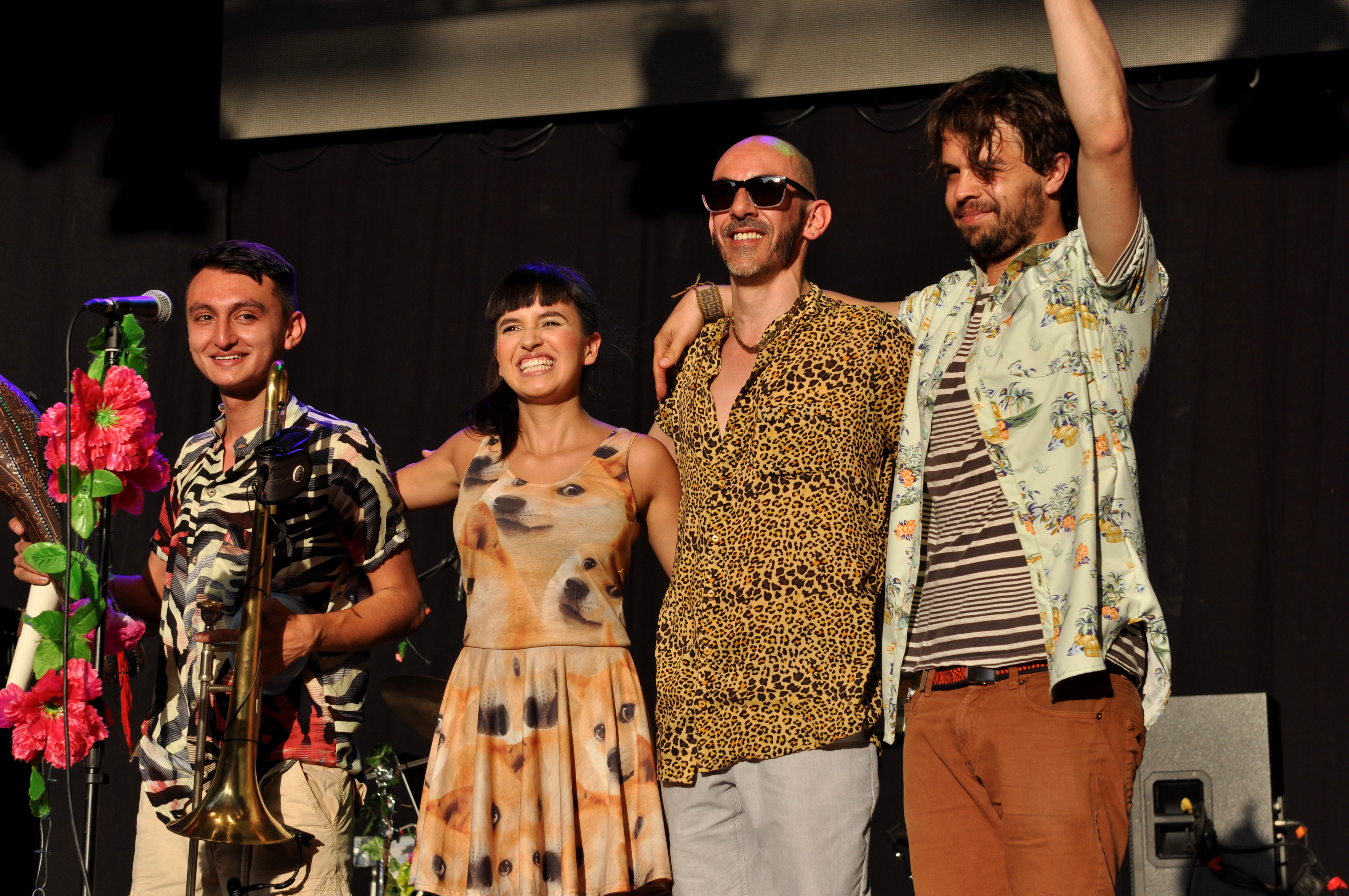
Pedrina y Rio en el Weltmusikfestival Horizonte, 2015

El 2 de febrero de 2012, de la mano de su profesor de canto, Pedrina decide formar el exitoso dúo Pedrina y Rio. Después de cultivar una amistad durante cerca de una década, ambos músicos deciden dejar de lado sus proyectos musicales y empezar a componer. La química entre ambos, aunado al hecho de que se conocían de tiempo atrás, les permitió componer una veintena de canciones en poco más de tres meses. De esta primera experiencia nace su primer lanzamiento musical, Flora, un EP de cuatro canciones entre las que destacaba “Canción de Eli”, una composición dedicada a la hermana menor de Pedrina, y “Enamorada”, que volverían a aparecer en su álbum Canciones sin ropa, estrenado el 12 de junio de 2015. Antes, sin embargo, en 2013 la banda llegó al Hermoso Ruido, compartiendo con bandas del circuito local como Telebit, Oh’laville, Pornomotora, Esteman, La Ramona, entre otros, y con actos internacionales como Dengue Dengue Dengue de Perú, Little Jesus de México o Perrosky de Chile.
Para 2015 Pedrina y Rio se había convertido en una sensación del pop alternativo, alcanzando extensa rotación en emisoras locales como La 92.9, Los 40 y Radiónica, en la que “Enamorada” se convirtió en la canción de 2014, todo un mérito para una banda forjada íntegramente desde un esfuerzo independiente. Apenas apoyados por un video en vivo en el que participaban Oscar Alford y Catalina Ávila, la banda se había convertido en una sensación debido al color único de la voz de Pedrina y una estética deliberadamente cursi que, valiéndose de lugares comunes, se había convertido en un himno de la escena pop alternativa. A principios de ese año la banda participó en el Festival Centro y luego, el 12 de marzo, en el Festival Estéreo Picnic, en los que fueron uno de los actos revelación.
A mediados de 2015 la banda presentó Canciones sin ropa con un show en vivo en el que estuvieron acompañados del colombiano Esteman. El álbum se convirtió en uno de los lanzamientos claves del año pues, además de “Enamorada”, incluyó los sencillos “Serás” y “Mirándote”. Ese mismo año Pedrina y Rio se presentó en el Concurso Nacional de la Belleza en Colombia y por primera vez salió del país hacia el Festival PortAmérica de Galicia, en el que se presentó el 17 de julio junto a un cartel que incluyó a The Asteroids Galaxy Tour, Siniestro Total, Vetusta Morla, Calle 13 y los Buzzcocks de Inglaterra. Ese mismo año, en septiembre, fueron elegidos como uno de los 5 actos del BoMM por la publicación Billboard y, también esa revista, los recomendó como uno de los 10 actos latinoamericanos necesarios del SXSW de 2016.
En 2016 Pedrina y Rio continuó presentando Canciones sin ropa en importantes festivales a lo largo y ancho del globo. Además del SXSW, destaca su presentación en el Vive Latino de Ciudad de México, el festival Pal Norte de Monterrey, el festival APFest de Rusia, el Festival Rock al Parque de Bogotá, además de dos giras internacionales por Perú y México y una plaza como acto de apertura de los Aterciopelados durante su tour por España. Ese año lo finalizaron en su natal Bogotá en el ALMAX, junto artistas de la talla de Chris Cornell, Everlast, House of Pain, Macklemore & Ryan Lewis y Ximena Sariñana. En 2017 la banda estuvo abriendo el concierto de Melendi en Bogotá y colaboró con el DJ turco Erdem Kinay, quien utilizó la voz de Pedrina para una de sus producciones.

## Carrera solista
El 27 de marzo de 2018 Pedrina y Rio anunció oficialmente su separación, dando fin a una relación profesional de más de seis años debido a que Rio tenía otros proyectos en su horizonte creativo. Luego de haber estado trabajando durante el 2017 en el sucesor de su exitoso Canciones sin ropa, la banda decidió dar por finalizado su proyecto conjunto. Las canciones, en las que Rio participó como arreglista y ejecutante, saldrán en el primer álbum de Pedrina, comenzando por el sencillo “Hoy”, grabado junto a Martina la Peligrosa, que se estrenó a través de todas las plataformas digitales el 6 de abril de 2018. Otras colaboraciones surgirían junto a Luigui Bleand, Mau Monctezuma, entre otros sencillos.

## Discografía

### Álbumes de estudio
2023: Fantasía

### Singles
| Año  | Single                       | Discográfica  |
| ---- | ---------------------------- | ------------- |
| 2018 | Hoy ft. Martina La Peligrosa | Independiente |

## Discografía anterior

### Álbumes de estudio
| Año  | Álbum              | Artista       |
| ---- | ------------------ | ------------- |
| 2008 | Hotel Mama         | Hotel Mama    |
| 2015 | Canciones sin ropa | Pedrina y Rio |

### EP
| Año  | Ep    | Artista       |
| ---- | ----- | ------------- |
| 2014 | Flora | Pedrina y Rio |

### Singles
| Año  | Single    | Artista       |
| ---- | --------- | ------------- |
| 2016 | Mirándote | Pedrina y Rio |

#### Listado de canciones
| Canciones sin ropa - Pedrina y Rio (2015) |                       |                         |          |  |
| N.º                                       | Título                | Escritor(es)            | Duración |  |
| 1.                                        | «Canción de Eli»      | Pedrina                 | 4:13     |  |
| 2.                                        | «Serás»               | Pedrina                 | 2:59     |  |
| 3.                                        | «Más feliz»           | Pedrina                 | 2:54     |  |
| 4.                                        | «Pelón»               | Pedrina                 | 3:08     |  |
| 5.                                        | «Enamorada»           | Pedrina                 | 3:33     |  |
| 6.                                        | «Trompo»              | Rio                     | 3:26     |  |
| 7.                                        | «Malo»                | Pedrina                 | 2:52     |  |
| 8.                                        | «Mirándote»           | Pedrina                 | 3:54     |  |
| 9.                                        | «Pedacito de mi vida» | Sergio Eulogio González | 3:07     |  |
| 10.                                       | «Yo te adoré»         | Pedrina                 | 8:02     |  |
| 38:00                                     |                       |                         |          |  |